# Skill

Skill Idiomas, mais conhecida como Skill é uma rede de escolas de idiomas brasileira fundada em 1973 e cerca de 30 unidades no Brasil. Junto com as empresas Wizard by Pearson e Yazigi, a Skill faz parte do Grupo Pearson.  